# Prix Louis-Pergaud
Le prix Louis Pergaud est un prix littéraire français créé en 1953 par l'association des Francs-Comtois à Paris. Il a été créé en l'honneur de Louis Pergaud, prix Goncourt 1910, originaire de Franche-Comté, mort en 1915 lors de la Première Guerre mondiale. Le prix est décerné à un écrivain, comtois ou non, dont l'œuvre concerne la Franche-Comté, mais il peut aussi simplement être un auteur comtois.

## Palmarès
- 1954 : La Franche-Comté, Histoire et civilisation, Louis Dubois
- et Café, roman, Marcel Dubois
- 1955 : La Franche-Comté et les Francs-Comtois, Jean Defrasne[3]
- 1956 : D'herbe et de nuit vêtu, Jean Vagne ou « Minuit à Chamars » de René Pelletier.
- 1957 : Monsieur avec auto, roman, roman, Guy Verdot
- 1958 : Anatholia Henry Frossard (texte), Georges Marconnet (illustrations)
- et Alphonse Gaillard, pour son œuvre
- 1959 : La Dame du Val d'Amour, André Besson (autre titre: La Louve du Val d'Amour)
- 1960 : Rivages, Anne-Marie Fabry
- 1963 : Alésia, métropole disparue, Alexandre Gauthier
- 1966 : Cette vie que j'aime, René Naegelen[4]
- 1967 : Aux urnes, citoyens, Jean Vartier
- 1968 : Le renardier, Marc Marion
- 1970 : L'âge malhabile, Louis Reymond
- 1971 : Bêtes à la dérive, Edmond Vernier
- 1972 : Le dernier testament, Louis Gerriet
- 1975 : Le Chant de ma terre, Gaby Sarazin-Heidet (texte), Jean Chaboudé (illustrations)
- 1976 : Le temps des croquants, François Girod
- 1977 : Un comtois musulman, le docteur Philippe Grenier, Robert Bichet
- 1979 : La mort n'existe pas,Yves Tubergue
- 1984 : Que refleurisse la Comté, roman, Andrée Pothin
- 1985 : Nélida, Pierre Villeminot (posthume)[5]
- 1986 : Lycée - passions Pierre Perrin (romancier)
- 1987 : De pestes et de guerres, Lucien Ruty
- 1989 : Le comté, une saveur venue des siècles, Michel Vernus
- 1991 : Les Renards cuisent au four, Marie-Thérèse Boiteux
- 1992 : Au fil du Doubs, Gérard Peter
- 1993 : Pichegru, l’histoire d’un suicide, Dr Bernard Saugier
- 1995 : Balthazar le Tenace, Pierre Gérard
- 1996 : Le pont du lac Saint-Point, Michel Dussauze
- 1997 : Amours et Larmes, chronique d'une famille franc-comtoise : les Leboeuf de Valdahon ( 1555-1941) Dole - Pontarlier - Le Valdahon, André Badot
- 1999 : Terre et Gens du Jura, Françoise Desbiez[3]
- 2000 : Le Cri du milan, Laurence Sémonin et Balade cinématographique en Franche-Comté, Michèle Tatu
- 2001 : La Lettre de Charlotte, Roger Faindt
- 2002 : Contes de décembre, Bernard Cabiron
- 2003 : L'armoire comtoise, Guy-Louis Anguenot
- 2004 : Les Enfants de la vouivre, Michel Dodane
- 2005 : Le Rire du pendu, Jean-Marie Jacquet
- 2006 : Nicolas Perrenot de Granvelle, Premier Conseiller de Charles Quint, Daniel Antony[6]
- 2007 : Tu n'aurais pas dû partir, Jean-Louis Grosmaire
- 2008 : Le Sang des femmes, Françoise Rodary, Jean-Michel Guyot (Aréopage)[2]
- 2009 : Schisme : Pierre Valdo et le chevalier, Jacques Rittaud-Hutinet
- 2010 : Demeures de Franche-Comté, Lionel Estavoyer[2],[7]
- 2011 : Comme que comme, Les Riblons, Brice Leibundgut
- 2012 : Lucien Febvre. Militant socialiste à Besançon 1907-1912, Joseph Pinard
- 2013 : Mariniers de père en fils au XXe siècle, Roland Grosperrin
- 2014 : L’Abécédaire du Cirque Plume, Bernard Kudlak
- 2015 : Histoire d'un amour ou le roman de Pergaud, Dominique Gros
- 2016 : La vie secrète du fonctionnaire, Arnaud Friedmann
- 2017 : Chevrotines et folies douces, Guy Thomas
- 2018 : Franche-Comté 1968, Jean-Claude Barbeaux[8]
- 2020 : L’erreur de trop, Michel Brignot[9]
- 2022 : Les cahiers de ma mère, Eveline Soulier